# Георги Пашев
Георги Йорданов Пашев е български летец, родоначалник на въздушната фотография в България.
Роден е на 31 октомври 1901 г. в село Ново село, дн. град Априлци. Потомък на големия новоселски род „Пашовци“, населяващ и днес едноименна махала в Априлци. Завършва Военното училище през 1925 г. и Авиационно училище през 1928 г. Специализира в навигаторен курс през 1934 г.
Служи във ВВС като командир на ято в Ямбол и Стара Загора и командир на орляк в Граф Игнатиево. Началник е на въздушна школа в Телиш, школа за усъвършенстване и сляпо летене и изтребителна школа в Долна Митрополия и стрелкова школа в Балчик.